# Marcel Proust
Marcel Proust (ur. 10 lipca 1871 w Paryżu, zm. 18 listopada 1922 w Paryżu) – francuski pisarz, autor powieści W poszukiwaniu straconego czasu.

## Życiorys
Rodzice Prousta byli zamożnymi mieszczanami. Marcel urodził się w Paryżu (w Auteuil) w 1871 w domu wuja swojej matki, dwa miesiące po tym, jak pokój frankfurcki formalnie zakończył wojnę francusko-pruską. Czas jego narodzin to czas krwawego stłumienia Komuny Paryskiej i powstania Trzeciej Republiki Francuskiej. Duża część W poszukiwaniu straconego czasu dotyczy ogromnych zmian, przede wszystkim upadku arystokracji i wzrostu znaczenia klasy średniej, które nastąpiły we Francji w czasach Trzeciej Republiki i fin de siècle'u.
Ojciec Prousta, Achille Adrien Proust, był słynnym lekarzem i epidemiologiem, zajmującym się m.in. badaniami nad cholerą w Europie i Azji. Był autorem około 20 książek o medycynie i higienie, jak również licznych artykułów; pod tym względem był wzorem dla Marcela. Jeanne Clemence Weil, matka Prousta, pochodziła z bogatej rodziny żydowskiej. Była niezwykle oczytana. Jej listy zdradzają rozwinięte poczucie humoru, a jej znajomość angielskiego umożliwiła jej współpracę z synem przy jego późniejszych próbach tłumaczenia Ruskina.
Proust spędzał długie wakacje w Illiers, które później, uzupełnione o pewne szczegóły z jego pobytu w domu jego ciotecznego dziadka w Auteuil, stało się modelem fikcyjnego miasteczka Combray, w którym rozgrywają się niektóre sceny W poszukiwaniu straconego czasu. (Nazwa Illiers została zmieniona na Illiers-Combray z okazji obchodów setnej rocznicy urodzin Prousta).
W wieku dziewięciu lat Proust miał pierwszy poważny atak astmy i od tej pory jego rodzina i przyjaciele, jak również on sam, uważali go za osobę słabego zdrowia. Mimo to służył przez rok (1889–1890) w armii francuskiej, stacjonując w Coligny Caserne w Orleanie. Doświadczenie to znajduje odbicie w długim epizodzie w Stronie Guermantes, trzeciej części jego powieści.
Proust był dość mocno związany z matką, która pragnęła, żeby zajął się jakąś pożyteczną pracą. Chcąc uspokoić ojca, który nalegał, aby syn znalazł jakiś zawód, Proust został wolontariuszem w Bibliotece Mazarine w lecie 1896 r. Bardzo szybko otrzymał zwolnienie lekarskie, które było przedłużane przez następne lata, aż uznano, że zrezygnował z pracy. Nie pracował nigdy i nie wyprowadził się z mieszkania rodziców aż do ich śmierci.
W roku 1897 Marcel Proust brał udział w pojedynku na pistolety, w którym przeciwnikiem był powieściopisarz Jean Lorrain. Powodem pojedynku były zjadliwe krytyki Lorraina na temat twórczości Prousta. Po dwóch seriach strzałów wynik pojedynku pozostał nierozstrzygnięty. Proust często powracał do tego epizodu w korespondencji z przyjaciółmi.
Proust był ateistą i homoseksualistą, przez długi czas był związany z pianistą i kompozytorem Reynaldo Hahnem. W latach 1900–1905 w życiu jego i jego rodziny nastąpiły duże zmiany. W lutym 1903 brat Prousta, Robert, ożenił się i opuścił dom rodzinny. Ich ojciec zmarł we wrześniu tego samego roku. Jednak największym ciosem dla Prousta była śmierć ukochanej matki we wrześniu 1905 roku. Poza żałobą, która towarzyszyła śmierci matki, dużą zmianę w jego życiu spowodował ogromny spadek (w przeliczeniu na obecną wartość pieniądza, około 6 milionów dolarów, co odpowiada miesięcznym dochodom w wysokości około 15000 dolarów). W tym okresie pogorszyło się także jego zdrowie.
Sydney Schiff twierdził, że jego przyjaciel Marcel Proust oraz James Joyce, Pablo Picasso i Igor Strawinski to najwięksi geniusze epoki; z tego powodu w 1922 roku wydał na ich cześć przyjęcie, które jednak nie udało się, ponieważ zaproszeni słabo się znali.
W ostatnich trzech latach życia zwykle przebywał w swojej sypialni, śpiąc w dzień, a w nocy pracując nad powieścią. Zmarł w 1922 roku; został pochowany na cmentarzu Père-Lachaise w Paryżu.

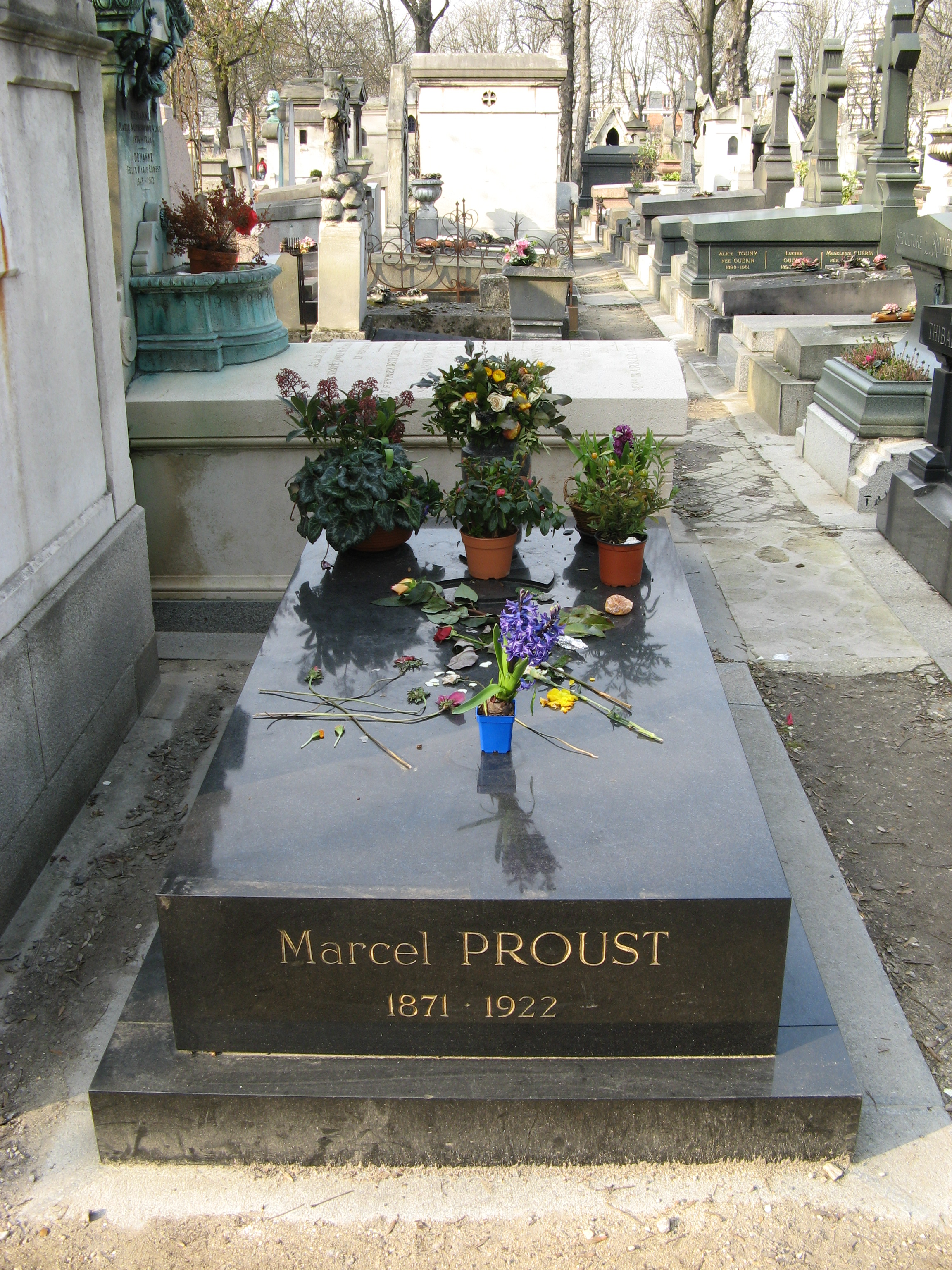
Nagrobek pisarza na cmentarzu Père-Lachaise w Paryżu

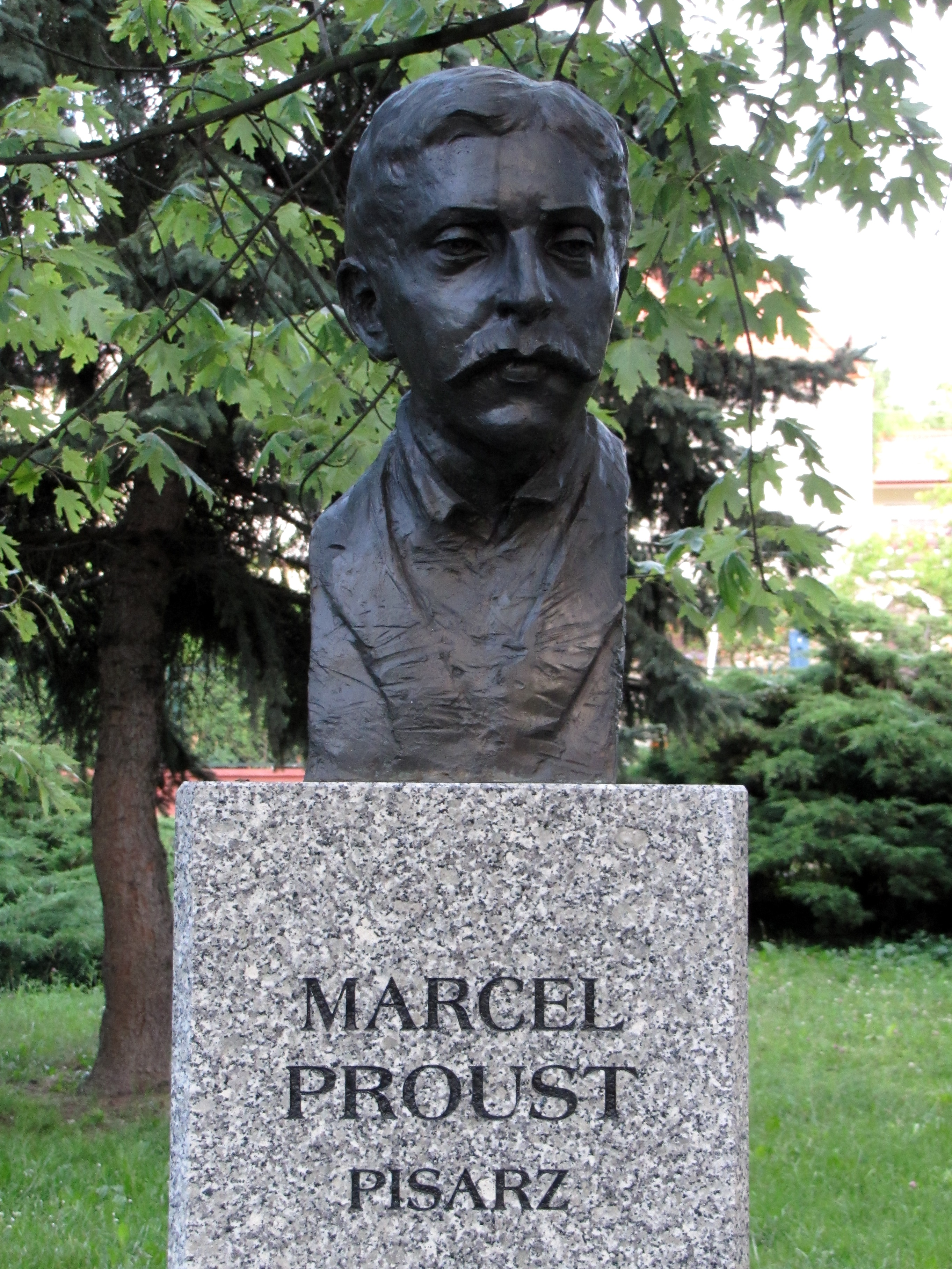
Popiersie Marcela Prousta w Alei Sław na Skwerze Harcerskim w Kielcach

## Wczesna twórczość
Proust wcześnie zaczął pisać i publikować. Jako uczeń był związany z magazynami literackimi, w których opublikował La Revue vert i La Revue, a później regularnie pisał felietony o życiu towarzyskim do gazety Le Mensuel. W 1892 był zaangażowany w tworzenie przeglądu literackiego nazwanego Le Banquet (jest to francuski tytuł Uczty Platona) i przez kilka lat regularnie publikował krótkie teksty w tym periodyku, jak również w prestiżowym La Revue blanche.
W 1896 wiele z tych tekstów zostało zebranych i wydrukowanych pod tytułem Les Plaisirs et les Jours. Książka zawierała przedmowę Anatole France i rysunki Mme Lemaire, i była tak kosztownie wydana, że jej wartość przewyższała dwukrotnie cenę typowej książki tych rozmiarów. Jednakże, mimo kunsztownego wydania, została chłodno przyjęta przez krytykę.
W tym samym roku Proust rozpoczął pracę nad powieścią, która została opublikowana dopiero po jego śmierci, w 1954, i zatytułowana przez wydawców Jan Santeuil. Ta nieukończona książka zawiera wiele wątków rozwiniętych później w W poszukiwaniu straconego czasu, w tym zagadkowość pamięci, jak również archetypy niektórych fragmentów tej powieści. Rodzice w Jan Santeuil są opisani bardzo krytycznie, w przeciwieństwie do uwielbienia, z którym są ukazani w najważniejszym dziele Prousta. Po kiepskim przyjęciu Les Plaisirs et les Jours i problemami z fabułą Proust stopniowo porzucił Jan Santeuil.
Przez kilka lat, od roku 1895, Proust czytał Carlyle'a, Emersona i Johna Ruskina. Pod ich wpływem rozwijały się jego poglądy o sztuce i roli artysty w społeczeństwie, która ma polegać na obserwowaniu natury, odkrywaniu jej esencji i opisywaniu lub wyjaśnianiu jej w sztuce. Twórczość Ruskina była tak ważna dla Prousta, że twierdził, że zna na pamięć wiele jego książek, w tym The Seven Lamps of Architecture, The Bible of Amiens i Praeterita.
Mimo słabej znajomości angielskiego Proust postanowił przetłumaczyć dwie książki Ruskina na francuski. Tłumaczenia te były pracą grupową: pierwszy szkic wykonywała jego matka, następnie poprawiał on sam, po nim angielska kuzynka Reynaldo Hahna Marie Nordlinger i na końcu znowu Proust. Na pytanie redaktora o tę metodę Proust odrzekł: „Nie twierdzę, że znam angielski. Twierdzę, że znam Ruskina” (Tadié). Przetłumaczona The Bible of Amiens ukazała się w 1904 z rozbudowanym wprowadzeniem autorstwa Prousta. Zarówno tłumaczenie, jak i wprowadzenie zostały bardzo dobrze przyjęte przez krytyków. Henri Bergson nazwał wprowadzenie Prousta „ważnym wkładem do psychologii Ruskina” i chwalił tłumaczenie (Tadié 433). W czasie, gdy ukazała się ta książka, Proust pracował już nad tłumaczeniem Sesame and Lilies Ruskina, które ukończył w czerwcu 1905, na krótko przed śmiercią matki, i opublikował w 1906 roku. Również bohater dzieła Prousta wspomina, że przetłumaczył Sesame and Lilies Ruskina (Czas odzyskany).
Według historyków literatury i krytyków, oprócz Ruskina główny wpływ na Prousta wywarła twórczość Saint Simona, Montaigne'a, Stendhala, Flauberta, George Eliot, Dostojewskiego i Tołstoja.
Rok 1908 miał duże znaczenie dla rozwoju Prousta jako pisarza. W pierwszej połowie roku napisał i opublikował w różnych periodykach pastisze twórczości innych autorów. Te ćwiczenia w naśladowaniu pomogły Proustowi udoskonalić własny styl poprzez krytykę stylu pisarzy, których podziwiał. Ponadto wiosną tego roku Proust zaczął pracę nad kilkoma różnymi fragmentami, które później zostały połączone pod roboczym tytułem Przeciwko Sainte-Beuve’owi. Proust opisał to nad czym pracował w liście do przyjaciela: „studium na temat szlachty, powieść paryska, esej o Saint-Beuve i Flaubercie, esej o kobietach, esej o pederastii (niełatwy do opublikowania), studium o witrażach, studium o nagrobkach, studium o powieści”.
Z tych rozproszonych fragmentów zaczęła powstawać powieść, nad którą Proust pracował nieustannie w tym okresie. W jej centrum był pierwszoosobowy narrator cierpiący na bezsenność i wspominający nocami wydarzenia z dzieciństwa. Powieść miała się kończyć krytyką Sainte-Beuve i odrzuceniem jego teorii, że biografia jest najważniejszym narzędziem badania twórczości artysty. W nieukończonym rękopisie powieści jest wiele elementów odpowiadających fragmentom W poszukiwaniu straconego czasu, w szczególności z pierwszego i siódmego tomu. Po problemach ze znalezieniem wydawcy i stopniowej zmianie koncepcji powieści Proust zaczął pracować nad zasadniczo odmiennym projektem zawierającym jednak wiele tych samych tematów i elementów.

## W poszukiwaniu straconego czasu

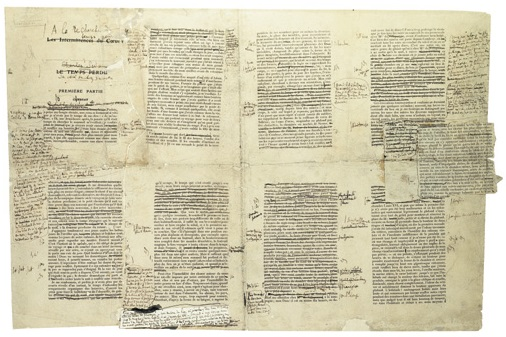
Pierwsza korekta szpaltowa W poszukiwaniu straconego czasu z naniesionymi odręcznie poprawkami Prousta

Rozpoczęte w 1909 i ukończone na krótko przed śmiercią, W poszukiwaniu straconego czasu składa się z siedmiu części i w wersji angielskiej ma blisko 4 tys. stron, przez które przewija się ponad 200 postaci. Graham Greene nazwał Prousta „największym powieściopisarzem dwudziestego wieku”. Proust umarł przed ukończeniem poprawiania brudnopisu ostatnich dwóch tomów, które zostały opublikowane po jego śmierci i zredagowane przez jego brata Roberta.
Pierwszych pięć tomów powieści ukazało się po polsku w tłumaczeniu Boya-Żeleńskiego, szósty tom przetłumaczył Maciej Żurowski, a ostatni – Julian Rogoziński. W 2001 roku ukazał się szósty tom dzieła, zatytułowany „Utracona”, w nowym przekładzie Magdaleny Tulli.

## Utwory
- Les Plaisirs et les Jours (1896)
- La Bible D'Amiens (1904; tłumaczenie The Bible of Amiens Ruskina)
- Sésame et les lys (1906; tłumaczenie Sesame and Lilies Ruskina)
- À la recherche du temps perdu (1913–27, W poszukiwaniu straconego czasu)

| Tom | Tytuły francuskie                              | Wyd.    | Tytuły polskie                   |
| --- | ---------------------------------------------- | ------- | -------------------------------- |
| 1   | Du côté de chez Swann                          | 1913    | W stronę Swanna                  |
| 2   | À l'ombre des jeunes filles en fleurs          | 1919    | W cieniu zakwitających dziewcząt |
| 3   | Le Côté de Guermantes (wydanie w dwóch tomach) | 1920/21 | Strona Guermantes                |
| 4   | Sodome et Gomorrhe (wydanie w dwóch tomach)    | 1921/22 | Sodoma i Gomora                  |
| 5   | La Prisonnière                                 | 1923    | Uwięziona                        |
| 6   | La Fugitive Albertine disparue                 | 1925    | Utracona Nie ma Albertyny        |
| 7   | Le Temps retrouvé                              | 1927    | Czas odnaleziony                 |
- Pastiches et mélanges (1919)
- Contre Sainte-Beuve (1954, Przeciwko Sainte-Beuve’owi)
- Jean Santeuil (1954, nieskończona, Jan Santeuil)